# Nesomys audeberti
Nesomys audeberti is een zoogdier uit de familie van de Nesomyidae. De wetenschappelijke naam van de soort werd voor het eerst geldig gepubliceerd door Jentink in 1879.

## Voorkomen
De soort komt voor in Madagaskar.